# Comuna Ivanove Selîșce, Hlobîne
Ivanove Selîșce (în ucraineană Іванове Селище) este o comună în raionul Hlobîne, regiunea Poltava, Ucraina, formată din satele Demcenkî, Ivanove Selîșce (reședința) și Kovnirivșciîna.

## Demografie
Componența lingvistică a comunei Ivanove Selîșce
     Ucraineană (98,47%)
     Rusă (1,31%)
     Alte limbi (0,22%)
Conform recensământului din 2001, majoritatea populației comunei Ivanove Selîșce era vorbitoare de ucraineană (98,47%), existând în minoritate și vorbitori de rusă (1,31%).